# Mercer Island
Mercer Island is een eiland in Lake Washington en plaats (city) in de Amerikaanse staat Washington, en valt bestuurlijk gezien onder King County.

## Demografie
Bij de volkstelling in 2000 werd het aantal inwoners vastgesteld op 22.036.
In 2006 is het aantal inwoners door het United States Census Bureau geschat op 23.463, een stijging van 1427 (6.5%).

## Geografie
Volgens het United States Census Bureau beslaat de plaats een oppervlakte van
33,9 km², waarvan 16,5 km² land en 17,4 km² water. Mercer Island ligt op ongeveer 50 m boven zeeniveau.

## Plaatsen in de nabije omgeving
De onderstaande figuur toont nabijgelegen plaatsen in een straal van 8 km rond Mercer Island.